# Artemon (Ingenieur)
Artemon war ein im 5. Jahrhundert v. Chr. lebender griechischer Ingenieur aus Klazomenai.
Artemon unterstützte den athenischen Staatsmann Perikles bei dessen letztlich erfolgreicher Belagerung der Stadt Samos 440/439 v. Chr. durch die Erfindung neuer Belagerungsmaschinen. Dass er lahm gewesen sei und sich in einer Sänfte habe umhertragen lassen, wie der griechische Geschichtsschreiber Ephoros von Kyme behauptete, beruht auf einer Verwechslung mit jenem im 6. Jahrhundert v. Chr. lebenden Artemon, der vom Lyriker Anakreon satirisch angegriffen wurde.